# Umkhonto
Umkhonto to rakietowy pocisk przeciwlotniczy, ziemia-powietrze produkowany przez koncern Denel Dynamics w Republice Południowej Afryki. Pocisk produkowany jest w dwóch wersjach różniących się sposobem naprowadzania: głowica samonaprowadzająca na podczerwień (Umkhonto-IR) lub z głowicą samonaprowadzającą radarowo (Umkhonto-R).
Umkhonto jest pierwszym przeciwlotniczym pociskiem rakietowym naprowadzanym na podczerwień, przystosowanym do pionowego odpalania. Naprowadzany jest na cel wykrywany przez pocisk już po jego odpaleniu, oznacza to, że pocisk po wystrzeleniu naprowadzany jest przez bezwładnościowy system kierowania do miejsca w którym głowica samonaprowadzająca samodzielnie powinna wykryć cel, a następnie naprowadzić na niego pocisk.

## Wersje pocisku
Umkhonto-IR Mk1
Podstawowa wersja pocisku wykorzystywana w Republice Południowej Afryki, posiada zasięg ok. 12 km oraz pułap maksymalny ok. 8 km.
Umkhonto-IR Mk2
Wersja opracowana dla marynarki wojennej Finlandii. Posiada inny, bardziej nowoczesny algorytm naprowadzania lepiej niwelujący zakłócenia naturalne często występujące w basenie Morza Bałtyckiego, dzięki czemu pocisk posiada bardziej efektywną ścieżkę dotarcia do celu co wpłynęło na zwiększenie zasięgu do ok. 14 km.
Umkhonto-R
Wersja z radarową głowicą samonaprowadzającą. Pocisk posiada większy zasięg (ok. 25 km) oraz pułap maksymalny (ok. 12 km). Ponadto jest cięższy (o ok. 65 kg) oraz dłuższy (o ok. 98 cm) od wersji IR.

## Użytkownicy
Finlandia
Pociski stanowią uzbrojenie okrętów rakietowych typu Hamina, należących do Marynarki Wojennej Finlandii.
 Południowa Afryka
Pociski stanowią uzbrojenie fregat MEKO A-200 SAN, należących do South African Navy.